# Sher-Wood
Pour les articles homonymes, voir Sherwood.

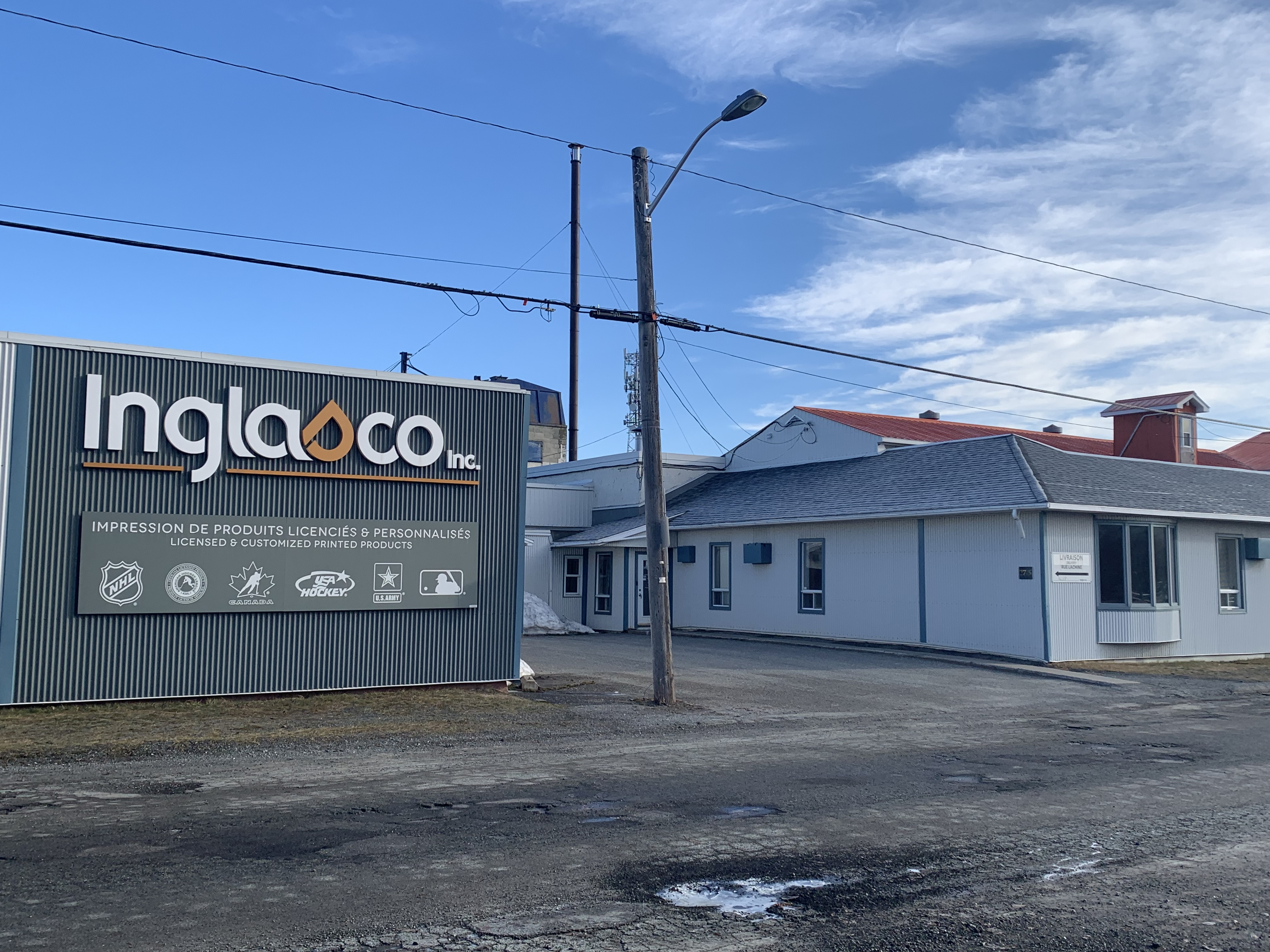
L'ancienne usine Sher-Wood devenue Inglas Co. en 2025.

Sherwood Hockey Inc. est un fabricant d'équipement de hockey vendu sous les marques Sherwood

## Histoire
L'entreprise est créée en 1949 par Léopold Drolet sous le nom de Sherbrooke Woodcraft. Puis en 1961, l'entreprise est renommée en SherWood Hockey Sticks Corp. Quelques années plus tard en 1969 un incendie ravage l'usine. Pour sauver l'entreprise, Sherwood s'associe avec l'entreprise américaine Figgie.
En 1976, InGlasco, une division de la marque fabriquant les rondelles officielles de la LNH se dissocie de l'entreprise pour des raisons financières. M. Drolet quitte la présidence de l'entreprise en 1990 et la même année l'entreprise américaine Figgie achète les 20% restant pour devenir totalement propriétaire de la marque. 
Trois ans plus tard, SherWood commence la fabrication à grande échelle de bâtons de hockey fabriqués entièrement en fibres composites. L'année suivante, le Groupe Drolet acquiert l'entreprise Sherwood-Drolet pour une somme située entre 15 et 20 millions de dollars. Ce groupe est un consortium de Sherwood-Drolet, d'Inglasco (fabricant de rondelles) et de Sport-Lam (bâtons de hockey de rue).
Au printemps 2000, l'entreprise se lance dans la fabrication de patins de hockey. La même année, InGlasco redevient une division de l'entreprise et ré-intègre ainsi la fabrication des rondelles à la marque qui distribue alors crosses, palets et patins de hockey. Le 1er octobre 2001, Léopold Drolet, fondateur, décède à l'âge de 82 ans. Il aura travaillé 53 ans pour l'entreprise.Un centre sportif (le Palais des sports) est renommé en son hommage en tant que Palais des sports Léopold-Drolet.
En décembre 2007, la compagnie arrête définitivement la production de bâtons de hockey en bois. Seules les commandes spéciales des joueurs de la LNH qui utilisent encore les bâtons en bois sont fabriqués à Sherbrooke. En mai 2008, InGlasco se dissocie à nouveau de l'entreprise pour des raisons financières. Le mois suivant, l'entreprise Sherwood-Drolet devient Sher-Wood Hockey lorsque Denis Drolet vend la marque à la société de placements Carpe Diem Growth Capital. Le siège social reste toutefois à Sherbrooke.
En décembre 2008, l'entreprise achète TPS Sports, un fabricant concurrent qui distribue de bâtons de hockey et des équipements de protection.

## Bâtons
Sher-Wood est la dernière entreprise qui fabriqua ses bâtons de hockey en bois en Amérique du Nord. Fin 2007, Sherwood-Drolet annonce que la production sera réalisée outre-mer comme les autres entreprises l'avaient fait précédemment. Les usines nord-américaines se concentrent sur la fabrication de bâtons en composite.